# Самит Г8 (Ђенова, 2001)
27. самит групе Г8 је одржан у италијанском граду Ђенови, између 18. и 22. јула 2001. године. Тај састанак је засењен тешким сукобима између италијанских снага безбедности и антиглобалиста, при којима је један демонстрант убијен а више стотина, због грубих интервенција полиције, дијелом теже повријеђено. Правно освјетљавање тих догађаја судским процесима, траје још увијек.

## Позадина самита
Италијански премијер Силвио Берлускони је позвао представнике Г8 на самит у Ђенови. Док су шефови држава и влада најбогатијих држава свијета присуствовали конференцији у палати Доће (итал. Palazzo Ducale), због лоших искустава на прошлим самитима, провођене су веома строге мјере предострожности, са циљем „умиривања протеста“. Италија је за вријеме одржавања самита, суспендовала Шенгенски споразум и на границама вршила детаљне контроле путника и пртљага. У самој Ђенови је мобилисано 20.000 полицајаца и карабинијера. Прије почетка самита су поједини медији и политичари упозоравали на опасност ескалације сукоба „као у грађанском рату“.

## Ескалација
Италијанска полиција је антиглобалисте нападала веома грубо. Ухапшен и повријеђен је велики број мирних демонстраната. Многи од њих су неко вријеме провели у затвору Болцането, како су касније многи објавили, у правном вакууму, мучени, злостављани и дјелимично без медицинске помоћи. Полиција је припаднике црног блока, који су у највећој мјери били одговорни за нереде, највећим дијелом избјегавала. Примијећена и документована је и сарадња полиције и црног блока.
Догађаји на самиту Г8 у Ђенови су и од независних организација, као на примјер „амнести интернешионал“ (amnesty international), оштро осуђени. Њихови представници су у контексту тих догађаја, говорили о најтежем укидању основних демократских права од стране државних органа од Другог свјетског рата.